# Clinton Presba Anderson

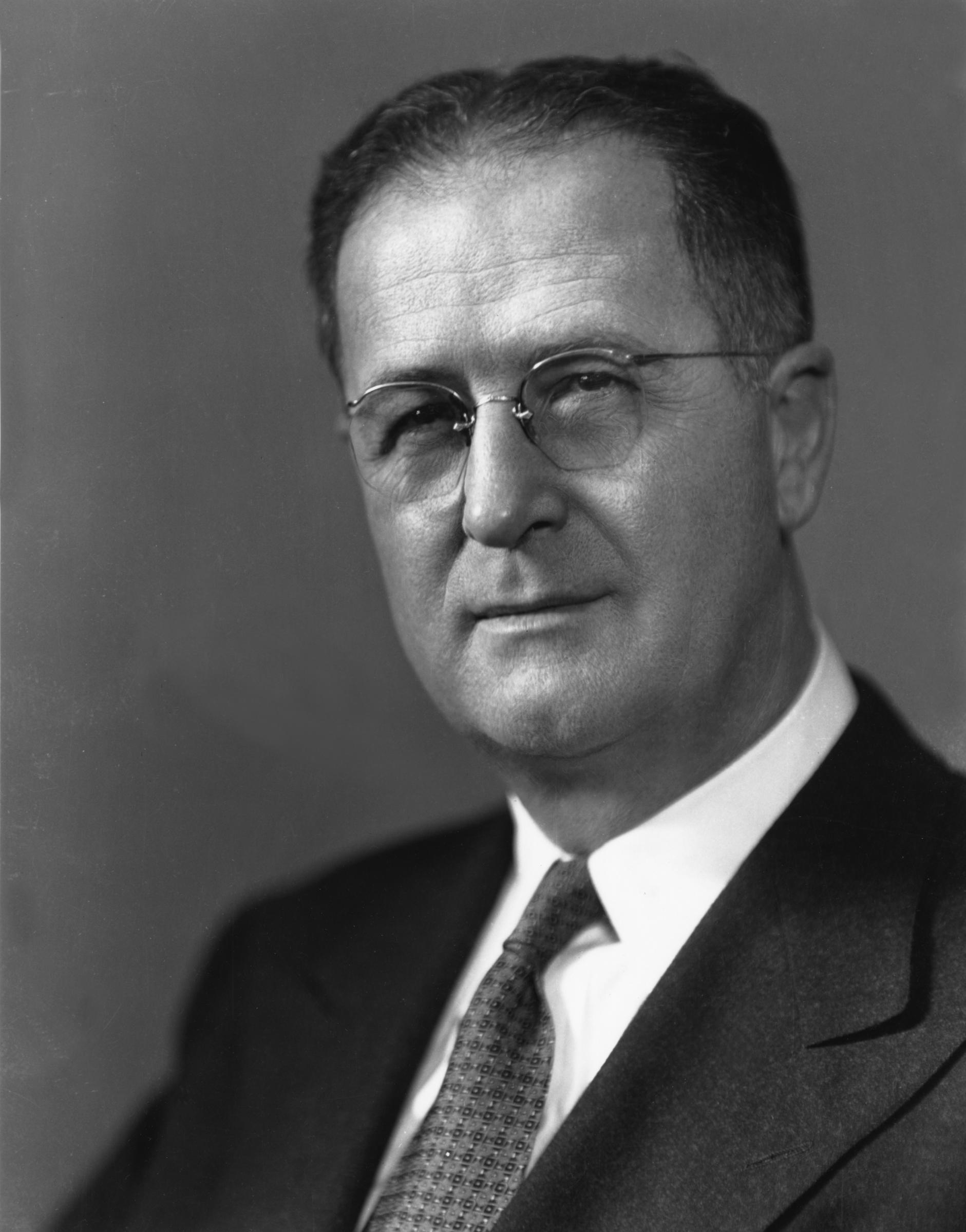
Clinton Presba Anderson

Clinton Presba Anderson (* 23. Oktober 1895 in Centerville, Turner County, South Dakota; † 11. November 1975 in Albuquerque, New Mexico) war ein US-amerikanischer Politiker der Demokratischen Partei, der sowohl Abgeordneter im Repräsentantenhaus und US-Senator für New Mexico als auch Landwirtschaftsminister der Vereinigten Staaten war.

## Leben

### Studium und berufliche Laufbahn
Nach dem Besuch öffentlicher Schulen studierte er von 1913 bis 1915 an der Dakota Wesleyan University und dann bis 1916 an der University of Michigan. Nach seinem Umzug nach Albuquerque war er dort zwischen 1918 und 1922 Reporter und Herausgeber einer Tageszeitung. Im Anschluss war er von 1922 bis 1946 zeitweise als Versicherungsmakler bei der New Mexico Loan and Mortgage Company tätig. Darüber hinaus war er 1930 Präsident von Rotary International.
Seine politische Laufbahn begann er 1933 als Finanzminister (State Treasurer) des Bundesstaates New Mexico; er gehörte der Staatsregierung des republikanischen Gouverneurs Andrew Hockenhull bis 1934 an. Danach war 1935 für kurze Zeit als Administrator Leiter der New Mexico Relief Administration, ehe er von 1935 bis 1936 Repräsentant der Federal Emergency Relief Administration (FERA) in New Mexico war. Im Anschluss war er von 1936 bis 1938 zunächst Vorsitzender und Verwaltungsdirektor der Arbeitslosigkeitsentschädigungskommission (Unemployment Compensation Commission) in New Mexico und zuletzt zwischen 1939 und 1940 Geschäftsführender Direktor der US Coronado Exposition Commission.

### Kongressabgeordneter und Landwirtschaftsminister
1940 wurde er als Kandidat der Demokratischen Partei zum Mitglied des US-Repräsentantenhauses für New Mexico gewählt. Dort vertrat er nach seinen Wiederwahlen 1942 und 1944 vom 3. Januar 1941 bis zu seinem Rücktritt am 30. Juni 1945 die Interessen des ersten Kongresswahlbezirks des Bundesstaates.
Am 30. Juni 1945 wurde Clinton Presba Anderson von US-Präsident Harry S. Truman als Landwirtschaftsminister (Secretary of Agriculture) in dessen Kabinett berufen. Diesen Kabinettsposten bekleidete er bis zu seinem Rücktritt am 10. Mai 1948.

### US-Senator für New Mexico
1948 wurde Anderson erstmals zum US-Senator für New Mexico gewählt und damit zum Nachfolger von Carl Hatch, der nicht erneut kandidiert hatte. Nach seinen Wiederwahlen 1954, 1960 und 1966 war er vom 3. Januar 1949 bis zum 3. Januar 1973 Inhaber des zweiten Senatssitzes (Class 2) des Bundesstaates.
Während seiner langjährigen Amtszeit war er von 1955 bis 1956 und von 1959 bis 1960 Vorsitzender des Gemeinsamen Ausschusses für Atomenergie (Joint Committee on Atomic Energy) sowie von 1955 bis 1964 Vorsitzender des Gemeinsamen Ausschusses für den Bau der Gebäude der Smithsonian Institution (Joint Committee on Construction of Building for Smithsonian) und 1955 bis 1972 des Gemeinsamen Ausschusses für die Navaho-Hopi-Pueblo-Indianer (Joint Committee on Navaho-Hopi Indian). Nach einer weiteren Tätigkeit von 1957 bis 1960 als Vorsitzender des Sonderausschusses für die Konservierung der Senatsaufzeichnungen (Special Committee on Preservation of Senate Records) war Clinton Presba Anderson zwischen 1961 und 1964 Vorsitzender des Senatsausschusses für Inneres und Inselangelegenheiten (Senate Committee on Interior and Insular Affairs). Darüber hinaus war er von 1961 bis 1962 Vorsitzender des Sonderausschusses für Nationale Treibstoffpolitik (Special Committee on National Fuel Policy) sowie zuletzt von 1963 bis 1972 des Senatsausschusses für Luft- und Raumfahrtwissenschaften (Senate Committee on Aeronautical and Space Sciences).
1970 erschienen seine Memoiren unter dem Titel Outsider in the Senate, Senator Clinton Anderson’s Memoirs. 1972 verzichtete er auf eine erneute Kandidatur und zog sich nach seinem Ausscheiden aus dem US-Senat am 3. Januar 1973 aus dem öffentlichen Leben zurück.